# Randy Spears
Randy Spears (ur. 18 czerwca 1961 w Kankakee) – amerykański aktor, reżyser i scenarzysta pornograficzny, kaskader.

## Życiorys

### Wczesne lata
Urodził się jako Gregory Allan Deuschle w Kankakee w Illinois i dorastał w Midwest. Marzył o zawodzie aktora. Studiował aktorstwo w Los Angeles. Znalazł agenta i rozpoczął karierę ekranową.

### Początki kariery
Zadebiutował w roli epizodycznej w dramacie kryminalnym Briana De Palmy Wybuch (Blow Out, 1981) u boku Johna Travolty, Nancy Allen i Johna Lithgow. Trafił też do obsady komedii Johna Landisa Nieoczekiwana zmiana miejsc (Trading Places, 1983) z udziałem Dana Aykroyda, Eddiego Murphy’ego i Jamie Lee Curtis. W 1984 przeniósł się do południowej Kalifornii, gdzie był tancerzem erotycznym i striptizerem z męskiej grupy Chippendales. Zaczynał zdobywać kilka ról, kiedy strajk scenarzystów w 1987 zmusił go do podjęcia nowej ścieżki kariery.

### Kariera w branży porno
Podczas jednej z tych sesji jako fotomodel poznał aktorkę i producentkę porno, Onę Zee, która zapytała go, czy interesuje się filmami dla dorosłych. Randy Spears wykorzystał szansę i w 1988 dostał się do przemysłu porno. W jednym ze swoich pierwszych filmów The Case of the Sensuous Sinners (1988) wystąpił jako detektyw Hank Smith. Był na okładce gejowskich magazynów takich jak „Friction” (w lipcu 1990) i „Inches” (w lutym 1991). W seksualnej parodii filmu fantastycznonaukowego Star Trek pt. Sex Trek: Następna Penetracja (Sex Trek: The Next Penetration, 1995) zagrał postać kapitana Jima Quirka.
Wziął udział w ponad 500 filmowych produkcjach pornograficznych, używając znamiennie pseudonimów Greg Ory, Nick Russell, 'Randy Sprars, Gregory Patrick, Greg Patrick, Wayne Green. Pełnił także funkcję reżysera podpisującego kontrakty z nowymi gwiazdami X dla Wicked Pictures.
W 2011 Spears opuścił przemysł porno, nawracając się na chrześcijaństwo. Stwierdził, że miał poważne problemy z narkotykami podczas swojej kariery w branży dla dorosłych i że przez te wszystkie lata trzymało go w tym biznesie błędne koło.

### Mainstream
W komedii grozy Micka Garrisa Critters 2 (Critters 2: The Main Course, 1988) pojawił się jako Lee / Ug 'Nothing-Face' obok Scotta Grimesa, Sama Andersona i Barry’ego Corbina. Został zaangażowany do głównej roli Teda Barnesa w dreszczowcu gotyckim Chucka Vincenta Bad Blood (1989) z Lindą Blair. W pięciu odcinkach opery mydlanej ABC Ryan’s Hope (1989) zagrał postać barmana. Znalazł się w obsadzie dramatu telewizyjnego PBS Runaway (1989) u boku Charlesa S. Duttona. Wystąpił jako Damon w niskobudżetowej komedii Chucka Vincenta Naczynie rozkoszy (Sexpot, 1990) z Troyem Donahue. Brał również w reklamach i dorabiał jako model.
W 2004 wziął udział w serialach dokumentalnych - Dolina porno (Porno Valley) i HBO Pornobiznes: Naga prawda (Pornucopia). Zagrał ojca Karen w komedii telewizyjnej MRG Entertainment Cougar School (2009) z Sydnee Steele. Użyczył głosu Johnowi Q. Mindowi w trzech odcinkach sitcomu animowanego Fox Amerykański tata (American Dad!, 2009, 2011, 2014). W melodramacie Sexual Limits (2007) z Beverly Lynne i Dru Berrymore pojawił się jako kochanek dziewczyny do masażu. Był gościem programu The CW Dr. Drew’s Lifechangers (2011). W komedii HBO Duch Lady Chatterly (Lady Chatterly’s Ghost, 2011) w reżyserii Freda Olena Raya został obsadzony w roli Charlesa. W komediodramacie krótkometrażowym Ricka Caplana Stary ogier (Old Stud, 2013) wystąpił jako Al Brinkman, lepiej znany światu jako doświadczony aktor rozrywki dla dorosłych i jedna z gwiazd, Wangston Huge.

## Życie prywatne
Od 6 października 1990 do 1999 był mężem aktorki porno Danielle Rogers (ur. 1967), z którą ma dwoje dzieci: córkę Amandę (ur. 1994) i syna Grega
(ur. 1996). W 2009 razem ze swoimi dziećmi gościł w trzech odcinkach reality show Sony Pictures Mommy XXX, które wyemitowano w telewizji Crackle i Hulu.
Romansował z Jennifer Peace (1996), Cheyenne Silver (1998), Tabithą Stevens (1999), Nikitą Denise (2000), Terą Patrick (2000), Felicią Fox (2001), Taylor Hayes (2003), Kimberly Kane (2003) i Stormy Daniels (2003). 7 stycznia 2006 poślubił Ginę Marie Delię. Jednak doszło do separacji, a w 2008 do rozwodu. Zamieszkał w Palmdale, w Kalifornii.
Był najlepszym przyjacielem zmarłego Jona Dougha (Chestera Anuszaka), z którym w tym samym czasie rozpoczął karierę. Spears wyraził się, że Dough był dla niego jak brat. Po samobójstwie Dougha - 27 sierpnia 2006, Spears i Demi Delia, żona Dougha na MySpace utworzyli fundusz na opłacenie kosztów pogrzebu.
W 2013 przeprowadził się do Houston w Teksasie. W 2018 Spears znalazł się w samym środku walki Stormy Daniels z prezydentem USA Donaldem Trumpem za udział swojej byłej żony menadżerki, Giny Rodriguez, w próbie pomocy Stormy w sprzedaży jej historii. Spears został wymieniony za swój udział w skandalu w książce „The Wall Street Journal” pt. The Fixers (2020).
Od stycznia 2019 pracował w stoisku z owocami morza na targu H-E-B Woodlands w The Woodlands w Teksasie. 2 marca 2019 ożenił się po raz trzeci z Jeanette Gassett. Został także duchownym, który doradza parom w swoim kościele Northside Christian w Spring w Teksasie na temat niebezpieczeństw związanych z pornografią. Podróżował też do szkół i kościołów w całej Ameryce, aby rozmawiać o porno.

## Nagrody
| Rok  | Nagroda                                  | Kategoria                                      | Film / Rola                                                          | Inni wykonawcy |
| ---- | ---------------------------------------- | ---------------------------------------------- | -------------------------------------------------------------------- | --- |
| 1989 | XRCO Award                               | Ogier roku                                     | –                                                                    | – |
| 1990 | XRCO Award                               | Najlepszy wykonawca roku                       | –                                                                    | – |
| 1991 | XRCO Award                               | Samotny wykonawca – aktor                      | Ivan Becker w All That Sex (1990)                                    | – |
| 1991 | XRCO Award                               | Najlepszy wykonawca roku                       | –                                                                    | – |
| 1991 | AVN Award                                | Najlepszy aktor w filmie                       | Jim Mitchell w Masażystce (The Masseuse, 1990)                       | - |
| 1993 | Fans of X-Rated Entertainment (F.O.X.E.) | Ulubiony mężczyzna fanów                       | –                                                                    | – |
| 1994 | XRCO Award                               | Najlepszy scena seksu grupowego                | Slave to Love (1993)                                                 | Brittany O’Connell, Sean Michaels, Kitty Yung, Peter North, Beatrice Valle, Jalynn, Sierra, TT Boy                                                                                     |
| 1994 | AVN Award                                | Najlepszy aktor drugoplanowy w produkcji wideo | Earl McAngus w Nawiedzanych nocach (Haunted Nights, 1993)            | – |
| 1999 | Nightmoves Awards                        | Najlepszy aktor                                | –                                                                    | – |
| 2000 | Hot d’Or                                 | Najlepszy aktor amerykański                    | Arthur w Devil in Miss Jones 6 (1999)                                | – |
| 2000 | AVN Award                                | Najlepszy aktor w produkcji wideo              | Rip Rockwell / Trent / Monster w Double Feature (1999)               | - |
| 2000 | XRCO Award                               | Samotny wykonawca – aktor                      | Rip Rockwell / Trent / Monster w Double Feature (1999)               | – |
| 2001 | Fans of X-Rated Entertainment (F.O.X.E.) | Ulubiony mężczyzna fanów                       | –                                                                    | – |
| 2001 | AVN Award                                | Najlepszy aktor drugoplanowy w filmie          | Michael w Obserwatorach (Watchers, 2000)                             | – |
| 2001 | AVN Award                                | Najlepsza analna scena seksu                   | Fasada (Façade, 2000)                                                | Inari Vachs |
| 2002 | AVN Award                                | Sala sławy (Hall of Fame)                      | –                                                                    | – |
| 2002 | Nightmoves Awards                        | Najlepszy aktor                                | –                                                                    | – |
| 2003 | XRCO Award                               | Sala sławy (Hall of Fame)                      | –                                                                    | – |
| 2003 | AVN Award                                | Najlepszy aktor drugoplanowy w produkcji wideo | Tezeusz / Starszy mężczyzna w Herkulesie (2002)                      | - |
| 2004 | XRCO Award                               | Najlepszy aktor – samotny wykonawca            | Jeeves / głos AL 2000 w Space Nuts: Episode 69 – Unholy Union (2003) | – |
| 2004 | AVN Award                                | Najlepszy aktor drugoplanowy w produkcji wideo | Jeeves / głos AL 2000 w Space Nuts: Episode 69 – Unholy Union (2003) | - |
| 2004 | AVN Award                                | Najlepszy aktor w filmie                       | Johnny w Heart of Darkness (2003)                                    | - |
| 2004 | AVN Award                                | Najlepsza scena seksu oralnego w filmie        | Heart of Darkness (2003)                                             | Sunrise Adams |
| 2005 | XRCO Award                               | Najlepszy aktor – samotny wykonawca            | Darren Daly w Misty Beethoven the Musical! (2004)                    | - |
| 2005 | Nightmoves Awards                        | Najlepszy aktor                                | –                                                                    | – |
| 2005 | AVN Award                                | Najlepszy aktor drugoplanowy w produkcji wideo | Dante w Fluff And Fold (2004)                                        | – |
| 2005 | AVN Award                                | Najbardziej skandaliczna scena seksu           | Misty Beethoven the Musical! (2004)                                  | Chloe Nicole i Ava Vincent |
| 2005 | Honor AVN Award                          | AVN Award za 10 wspaniałych scen seks oralnego | Heart of Darkness (2003)                                             | Dru Berrymore |
| 2006 | Fans of X-Rated Entertainment (F.O.X.E.) | Ulubiony mężczyzna fanów                       | –                                                                    | – |
| 2006 | Nightmoves Awards                        | Nagroda krajowa za całokształt twórczości      | –                                                                    | – |
| 2006 | Ninfa                                    | Najlepszy aktor drugoplanowy                   | Ian O’Brian w DarkSide (2005)                                        | – |
| 2006 | AVN Award                                | Najlepszy aktor drugoplanowy w filmie          | Ian O’Brian w DarkSide (2005)                                        | – |
| 2006 | AVN Award                                | Najlepsza scena seksu grupowego w filmie       | DarkSide (2005)                                                      | Alicia Alighatti, Dillan Lauren, Penny Flame, Hillary Scott i John West |
| 2006 | AVN Award                                | Najlepsza scena seksu oralnego w filmie        | DarkSide (2005)                                                      | Alicia Alighatti i Hillary Scott |
| 2006 | AVN Award                                | Najlepszy aktor w filmie                       | sir Adam Dalton w Wieczności (Eternity, 2005)                        | – |
| 2006 | XRCO Award                               | Najlepszy aktor – samotny wykonawca            | sir Adam Dalton w Wieczności (Eternity, 2005)                        | – |
| 2007 | F.A.M.E. Awards                          | Ulubiony gwiazdor                              | –                                                                    | – |
| 2007 | AVN Award                                | Najlepsza scena seksu grupowego                | Fuck (2006)                                                          | Chris Cannon, Tommy Gunn, Carmen Hart, Katsuni, Eric Masterson, Kirsten Price i Mia Smiles                                                                                             |
| 2007 | AVN Award                                | Najlepszy aktor w filmie                       | Jack w Łowcach (Manhunters, 2006)                                    | – |
| 2007 | XRCO Award                               | Najlepszy aktor – samotny wykonawca            | prof. Stewart w Curse Eternal (2006)                                 | – |
| 2008 | Eroticline Award                         | Najlepszy międzynarodowy aktor                 | –                                                                    | – |
| 2008 | AVN Award                                | Najlepszy aktor drugoplanowy w filmie          | Marion we Flasherze (2006)                                           | – |
| 2008 | XRCO Award                               | Najlepszy aktor – samotny wykonawca            | Charles w Black Widow (2007)                                         | – |
| 2010 | AVN Award                                | Najlepsza scena seksu grupowego                | 2040 (2009)                                                          | Mikayla Mendez, Jessica Drake, Brad Armstrong, Kirsten Price, Alektra Blue, Kayla Carrera, Tory Lane, Kaylani Lei, Jayden Jaymes, Rocco Reed, Marcus London, Mick Blue i T.J. Cummings |
| 2017 | Raven’s Eden Award                       | Aleja Sław (Hall of Fame)                      | –                                                                    | – |